# NGC 2977
NGC 2977 is een spiraalvormig sterrenstelsel in het sterrenbeeld Draak. Het hemelobject werd op 2 april 1801 ontdekt door de Duits-Britse astronoom William Herschel.

## Synoniemen
- UGC 5175
- MCG 13-7-35
- ZWG 350.30
- KARA 393
- IRAS09388+7505
- PGC 27845